# Oslnovice
Oslnovice település Csehországban, a Znojmói járásban. Oslnovice Korolupy, Podhradí nad Dyjí, Starý Petřín, Bítov és Vysočany településekkel határos. Lakosainak száma 68 fő (2024. január 1.).

## Népesség
A település lakosságának változását az alábbi diagram mutatja:
| Lakosok száma | 145  | 139  | 172  | 132  | 117  | 107  | 83   | 81   | 71   | 68   |
|               | 1869 | 1890 | 1921 | 1950 | 1980 | 2001 | 2017 | 2019 | 2022 | 2024 |